# Sémiramis devant le cadavre d'Ara le Beau
Sémiramis devant le cadavre d’Ara le Beau est une peinture à l'huile sur toile  réalisée par Vardges Sureniants en 1899. De dimensions 214,5 × 98 cm, elle repose sur la légende de la relation entre la reine d’Assyrie, Sémiramis (Shamiram) et le roi d’Arménie, Ara le Beau (Ara Géghétsik). Elle est conservée à la Galerie nationale d'Arménie.

## La légende
Cette tradition orale a été mise à l’écrit par Moïse de Khorène. La reine Sémiramis d'Assyrie, entendant parler de la beauté extraordinaire d'Ara, lui envoie des délégués avec des cadeaux, lui demandant de l'épouser et de devenir le roi d'Assyrie. Cependant, Ara, fidèle à son peuple et à sa patrie la rejette. À la suite de cela, la reine d’Assyrie vient en Arménie avec une grande armée pour capturer Ara. Cependant, celui-ci se fait tuer durant la bataille. Sémiramis trouve le corps d'Ara et essaie de le faire revivre mais elle échoue